# Шопове
Шопове (пол. Szopowe) — село в Польщі, у гміні Юзефув Білґорайського повіту Люблінського воєводства.
Населення — 134 особи (2011).
У 1975-1998 роках село належало до Замойського воєводства.

## Демографія
Демографічна структура станом на 31 березня 2011 року:
|          | Загалом | Допрацездатний вік | Працездатний вік | Постпрацездатний вік |
| -------- | ------- | ------------------ | ---------------- | -------------------- |
| Чоловіки | 68      | 16                 | 43               | 9                    |
| Жінки    | 66      | 12                 | 37               | 17                   |
| Разом    | 134     | 28                 | 80               | 26                   |